# Daniel Sénélar
Daniel Sénélar (Paris, 24 de junio de 1925 - París, 15 de marzo de 2001) fue un pintor y escultor francés, Premio de Roma en pintura en 1951.

## Biografía
Presentado por Nicolas Untersteller (1900-1967) en la École nationale supérieure des beaux-arts de Paris (1947). Participó como estudiante en los trabajos de restauración del palacio de Versalles y de la iglesia San Juan de Neuilly-sur-Seine. Il obtiene el gran premio de Roma 1951. Il se convierte en residente en la villa Medici en Roma desde 1952 hasta 1955 bajo la dirección de Jacques Ibert (1890- 1962) y se convirtió en profesor en la Escuela de bellas Artes de Lille 1966-1990.

## Colecciones públicas
- Diversas obras en edificios públicos, como parte de la artística
- Neuilly-sur-Seine, Biblioteca de la Ciudad: fresco

École nationale supérieure des beaux-arts, París (Escuela Nacional Superior de Bellas Artes):
- Figure Peinte (figura pintada), 1950, óleo sobre lienzo, pintado figura del concurso
- Entraînement des chevaux de course en hiver (Conducción en caballos de carreras de invierno) de 1950, óleo sobre lienzo, por el precio Alberic Rocheron
- Le Cheval Compagnon de l'Homme, 1951, óleo sobre lienzo, Premio de Roma 1951
- jugadores de cartas en una sala de estar o un café, 1952, óleo sobre lienzo, por el precio Fortin Ivry y la asistencia de dibujo pintado

## Exposiciones
1977; Museo Picasso en Antibes, los últimos cincuenta Premiers Grands Prix de Roma, exposición colectiva

## Estudiantes
- Anne Lambert, Escuela de Bellas Artes de Lille 1963-1968
- Sonia Tamer, estudiante brasileña
- Nathalie Troxler
- Richard Viktor Sainsily Cayol
- Maria Dubin
- Hugues Absil
- Marc Anderson (también conocido como André Ronsmac), American